# José Quevedo
José Quevedo (1807-c. 1866) fue un bibliotecario e historiador español.

## Biografía
Nacido en Valencia en 1807, sus padres le destinaron a una carrera literaria e hizo algunos estudios. Sintiéndose con vocación hacia la vida escética, tomó en 1825 el hábito de monje en el Real Monasterio de San Lorenzo de El Escorial, donde profesó al año siguiente. En el colegio de aquella casa religiosa hizo varios estudios, y fue nombrado después (1829) maestro de ceremonias, cargo que ejerció hasta la extinción de la comunidad.
Ascendido al orden sacerdotal regentó cátedras hasta que en julio de 1834 se le nombró bibliotecario de la Real de San Lorenzo, catedrático de lengua griega y archivero. Nombrado en 1835 secretario de Cámara del prior del referido monasterio de El Escorial, desempeñó este cargo hasta la supresión de las órdenes religiosas. Extinguidas las comunidades en 1836, siguió de bibliotecario hasta 1852, habiendo hecho algunos trabajos en aquella rica y vasta biblioteca. En este intervalo ha obtenido algunas pruebas de distinción, como la de ser nombrado socio de mérito de la Sociedad Numismática Matritense,oficial auxiliar de la Junta superior de archivos del Ministerio de Gracia y Justicia y el título de miembro honorario de la biblioteca de San Petersburgo.
En 1852 fue nombrado canónigo de la santa iglesia de Badajoz, rector y catedrático de su Seminario conciliar; de aquella catedral pasó a la de Astorga con la dignidad de arcipreste, y por último con la de arcediano a la metropolitana de Valladolid. Fue agraciado además con la cruz de comendador de la Orden americana de Isabel la Católica.
Miembro correspondiente de la Real Academia de la Historia, sus obras más notables habrían sido Historia de las comunidades de Castilla, Historia y descripción del Escorial (1849) y La vida política del Sr. Marqués de Miraflores (1851). Se desconoce su fecha de fallecimiento, el cual tuvo lugar antes de mayo de 1866.